# Next Generation ATP Finals 2023 - Singolare
Il torneo singolare delle Next Generation ATP Finals, nell'ambito dell'ATP Tour 2023, si è giocato dal 28 novembre al 2 dicembre 2023 a Gedda, in Arabia Saudita.
Brandon Nakashima era il detentore del titolo, ma non ha potuto partecipare a questa edizione in quanto ha superato il limite di età.
In finale Hamad Međedović ha sconfitto Arthur Fils con il punteggio di 3(6)-4, 4-1, 4-2, 3(9)-4, 4-1.

## Giocatori
1. Arthur Fils (finale)
2. Luca Van Assche (semifinale)
3. Dominic Stricker (semifinale, ritirato)
4. Alex Michelsen (round robin)

1. Flavio Cobolli (round robin)
2. Hamad Međedović (campione)
3. Luca Nardi (round robin)
4. Abedallah Shelbayh (round robin)

### Riserve
1. Luciano Darderi (non ha giocato)

1. Arthur Cazaux (non ha giocato)

## Tabellone

### Legenda
| - Q = Qualificato - WC = Wild card - LL = Lucky loser | - ALT = Alternate - SE = Special Exempt - PR = Protected Ranking | - w/o = Walkover - r = Ritirato - d = Squalificato |

### Parte finale
|  | Semifinali | Semifinali       | Semifinali       | Semifinali       | Semifinali | Semifinali | Semifinali |  |  | Finale | Finale          | Finale | Finale | Finale | Finale | Finale |  |
|  |            |                  |                  |                  |            |            |            |  |  |        |                 |        |        |        |        |        |  |
|  | 1          | Arthur Fils      | Arthur Fils      | 2                | 4          | 4          | 4          |  |  |        |                 |        |        |        |        |        |  |
|  | 2          | Luca Van Assche  | Luca Van Assche  | 4                | 1          | 31         | 36         |  |  | 1      | Arthur Fils     | 4      | 1      | 2      | 4      | 1      |  |
|  | 6          | Hamad Međedović  | Hamad Međedović  | Hamad Međedović  | 4          | 2          |            |  |  | 6      | Hamad Međedović | 36     | 4      | 4      | 39     | 4      |  |
|  | 3          | Dominic Stricker | Dominic Stricker | Dominic Stricker | 35         | 1          | r          |  |  |        |                 |        |        |        |        |        |  |

### Gruppo Verde
|   |                  | Fils                       | Stricker                 | Cobolli                          | Nardi                            | RR V-P | Set V-P   | Game V-P    | Classifica |
| 1 | Arthur Fils      |                            | 4-2, 3(3)-4, 4-2, 4-3(5) | 4-1, 4-2, 4-2                    | 2-4, 4-3(6), 4-2, 1-4, 4-2       | 3-0    | 9-3 (75%) | 42-31 (58%) | 1          |
| 3 | Dominic Stricker | 2-4, 4-3(3), 2-4, 3(5)-4   |                          | 2-4, 4-3(7), 1-4, 2-4            | 4-1, 4-1, 4-2                    | 1-2    | 5-6 (45%) | 32-34 (48%) | 2          |
| 5 | Flavio Cobolli   | 1-4, 2-4, 2-4              | 4-2, 3(7)-4, 4-1, 4-2    |                                  | 4-3(4), 2-4, 3(1)-4, 4-1, 3(3)-4 | 1-2    | 5-7 (42%) | 36-37 (49%) | 3          |
| 7 | Luca Nardi       | 4-2, 3(6)-4, 2-4, 4-1, 2-4 | 1-4, 1-4, 2-4            | 3(4)-4, 4-2, 4-3(1), 1-4, 4-3(3) |                                  | 1-2    | 5-8 (38%) | 35-43 (45%) | 4          |

La classifica viene stilata in base ai seguenti criteri: 1) Numero di vittorie; 2) Numero di partite giocate; 3) Scontri diretti (in caso di due giocatori pari merito); 4) Percentuale di set vinti o di game vinti (in caso di tre giocatori pari merito); 5) Ranking ATP

### Gruppo Rosso
|   |                    | Van Assche                          | Michelsen                           | Međedović                           | Shelbayh                 | RR V-P | Set V-P   | Game V-P    | Classifica |
| 2 | Luca Van Assche    |                                     | 4-3(0), 3(4)-4, 3(4)-4, 4-1, 4-3(6) | 2-4, 4-2, 3(7)-4, 1-4               | 4-3(5), 3(5)-4, 4-1, 4-1 | 2-1    | 7-6 (54%) | 43-38 (53%) | 2          |
| 4 | Alex Michelsen     | 3(0)-4, 4-3(4), 4-3(4), 1-4, 3(6)-4 |                                     | 2-4, 3(3)-4, 4-3(3), 4-3(5), 3(4)-4 | 2-4, 4-1, 0-4, 0-4       | 0-3    | 5-9 (36%) | 37-49 (43%) | 4          |
| 6 | Hamad Međedović    | 4-2, 2-4, 4-3(7), 4-1               | 4-2, 4-3(3), 3(3)-4, 3(5)-4, 4-3(4) |                                     | 3(6)-4, 4-2, 4-3(5), 4-2 | 3-0    | 9-4 (69%) | 47-37 (56%) | 1          |
| 8 | Abedallah Shelbayh | 3(5)-4, 4-3(5), 1-4, 1-4            | 4-2, 1-4, 4-0, 4-0                  | 4-3(6), 2-4, 3(5)-4, 2-4            |                          | 1-2    | 5-7 (42%) | 33-36 (48%) | 3          |

La classifica viene stilata in base ai seguenti criteri: 1) Numero di vittorie; 2) Numero di partite giocate; 3) Scontri diretti (in caso di due giocatori pari merito); 4) Percentuale di set vinti o di game vinti (in caso di tre giocatori pari merito); 5) Ranking ATP